# Macedonia, Ohio
Macedonia là một thành phố thuộc quận Summit, tiểu bang Ohio, Hoa Kỳ. Năm 2010, dân số của thành phố này là 11188 người.

## Dân số
- Dân số năm 2000: 9224 người.
- Dân số năm 2010: 11188 người.